# Peršaja Liha 1993-1994
La Peršaja Liha 1993-1994 è stata la 3ª edizione della seconda serie del campionato bielorusso di calcio. La stagione è iniziata il 18 luglio 1993 ed è terminata il 29 giugno 1994.

## Stagione

### Novità
Al termine della passata stagione, è salita in massima serie lo Šynnik Babrujsk. Sono retrocesse in Druhaja liha Nëman Stoŭbcy e Stankabudaŭnik Smarhon'.
Dalla Vyšėjšaja Liha 1992-1993 sono retrocesse Abutnik Lida e Tarpeda Žodzina. Dalla Druhaja liha è salito il Brėstbytchim.
Le seguenti squadre hanno cambiato denominazione:
- Il Niva-Trudov'e Rezervy Samachvalavičy è diventato Santanas Samachvalavičy
- Il Kolos-Stroitel Ust'e si è spostato nella città di Vicebsk ed è diventato Stroitel Vicebsk

### Avvenimenti
Nell'ottobre del 1993, il Belarus Mar"ina Horka è stato estromesso dal torneo dopo 14 giornate di campionato. I risultati conseguiti sono stati di conseguenza annullati.

### Formula
Le sedici squadre si affrontano due volte, per un totale di trenta giornate. La prima classificata, viene promossa in Vyšėjšaja Liha 1994-1995. Le ultime due, invece, retrocedono in Druhaja liha.

## Classifica finale
|  | Pos. | Squadra                 | Pt | G  | V  | N  | P  | GF | GS | DR  |
|  | ---- | ----------------------- | -- | -- | -- | -- | -- | -- | -- | --- |
|  | 1.   | Abutnik Lida            | 46 | 28 | 20 | 6  | 2  | 49 | 14 | +35 |
|  | 2.   | Palesse Mazyr           | 43 | 28 | 19 | 5  | 4  | 48 | 18 | +30 |
|  | 3.   | Kamunal'nik Pinsk       | 40 | 28 | 17 | 6  | 5  | 58 | 21 | +37 |
|  | 4.   | Sel'maš Mahilëŭ         | 39 | 28 | 17 | 5  | 6  | 47 | 26 | +21 |
|  | 5.   | Brėstbytchim            | 34 | 28 | 12 | 10 | 6  | 29 | 17 | +12 |
|  | 6.   | Santanas Samachvalavičy | 30 | 28 | 11 | 8  | 9  | 29 | 28 | +1  |
|  | 7.   | ZLiN Homel'             | 26 | 28 | 9  | 8  | 11 | 28 | 37 | -9  |
|  | 8.   | Tarpeda Žodzina         | 26 | 28 | 8  | 10 | 10 | 24 | 29 | -5  |
|  | 9.   | Chimik Svetlahorsk      | 23 | 28 | 10 | 3  | 15 | 38 | 46 | -8  |
|  | 10.  | KIM Vicebsk-2           | 23 | 28 | 7  | 9  | 12 | 26 | 40 | -14 |
|  | 11.  | KPF Slonim              | 22 | 28 | 5  | 12 | 11 | 32 | 33 | -1  |
|  | 12.  | Stroitel Vicebsk        | 21 | 28 | 9  | 3  | 16 | 29 | 49 | -20 |
|  | 13.  | Chimvalanko Hrodna      | 18 | 28 | 4  | 10 | 14 | 20 | 41 | -21 |
|  | 14.  | AFViS-RŠVSM Minsk       | 16 | 28 | 4  | 8  | 16 | 20 | 43 | -23 |
|  | 15.  | Smena Minsk             | 13 | 28 | 3  | 7  | 18 | 15 | 50 | -35 |
|  | ---  | Belarus Mar"ina Horka   | –  | –  | –  | –  | –  | –  | –  | –   |

Legenda:
      Promossa in Vyšėjšaja Liha 1993-1994.
      Retrocessa nelle Druhaja Liha 1993-1994
      Esclusa a campionato in corso.
Note:
Due punti a vittoria, uno a pareggio, zero a sconfitta.